# 横須賀市立荻野小学校
横須賀市立荻野小学校（よこすかしりつ おぎのしょうがっこう）とは、神奈川県横須賀市荻野にある、市立小学校。

## 沿革
- 1982年（昭和57年）
  - 大楠小学校から分離、開校。
  - 5月24日 - 開校式が行われる。この日を創立記念日とした。
- 2011年（平成23年）4月 - 敷地内のサクラが景観重要樹木に指定される[1]。
- 2014年（平成26年）7月17日 - 校庭脇の畑でピンク色のバッタが発見される[2]。

## 通学区域
2014年度は以下の通りである。
- 林2丁目の内8番、9番
- 太田和1丁目（16番～28番を除く。）、2丁目、3丁目の内697番～747番、1,165番～1,217番、4丁目
- 荻野
- 長坂

## 進学先中学校
本校の通学区域の内、荻野、長坂は大楠中学校、それ以外は武山中学校となっている。
また、公立学校選択制により、以下の中学校にも通うことができる。
- 大楠中学校が通学区域の地域
  - 長井中学校
  - 武山中学校
  - 池上中学校
  - 大矢部中学校
- 武山中学校が通学区域の地域
  - 長井中学校
  - 大楠中学校
  - 大矢部中学校
  - 岩戸中学校
  - 北下浦中学校
  - 長沢中学校

## 交通
- 京浜急行バス
  - 鹿島バス停より徒歩7分
  - 横須賀市民病院バス停より徒歩7分

## 著名な出身者
- 宇内梨沙 - TBSアナウンサー